# Рахімова Біходжал Фатхітдінівна
Біходжал Фатхітдінівна Рахімова (нар. 27 грудня 1941, село Ява Ходжентського (Худжандського) району Ленінабадської області, тепер Согдійської області, Таджикистан) — радянська таджицька державна діячка, секретар ЦК КП Таджикистану, заступник прем'єр-міністра СРСР. Народний депутат СРСР (1989—1991).

## Життєпис
Народилася в родині службовця.
З 1958 до 1963 року навчалася в Таджицькому політехнічному інституті, інженер-електромеханік.
У 1963—1965 роках — майстер, начальник електролабораторії Кайракумського килимового комбінату.
З квітня до грудня 1965 року — інструктор, завідувач сектору із професійно-технічної освіти ЦК ЛКСМ Таджикистану.
У грудні 1965—1970 роках — 1-й секретар Центрального районного комітету ЛКСМ Таджикистану міста Душанбе.
Член КПРС з 1966 року.
У 1970 — травні 1974 року — секретар ЦК ЛКСМ Таджикистану із роботи серед молоді, яка навчається.
У 1974—1980 роках — заступник завідувача відділу організаційно-партійної роботи ЦК КП Таджикистану.
У 1979 році закінчила Ташкентську Вища партійну школу.
У січні 1980 — листопаді 1983 року — 1-й секретар Фрунзенського районного комітету КП Таджикистану міста Душанбе.
У листопаді 1983 — жовтні 1989 року — секретар Ленінабадського обласного комітету КП Таджикистану.
У 1989 році обрана народним депутатом СРСР від Комітету радянських жінок.
У жовтні 1989—1990 роках — заступник голови комітету Верховної ради СРСР у справах жінок, охороні сім'ї та дитинства.
У вересні 1990 — 3 серпня 1991 року — секретар ЦК КП Таджикистану.
16 травня — 28 серпня 1991 року — заступник прем'єр-міністра СРСР. 28 серпня — 26 листопада 1991 року — в.о. заступника прем'єр-міністра СРСР.
У березня 1992 — січні 1993 року — заступник міністра у справах промисловості Республіки Таджикистан.
У 1993—1995 роках — завідувач організаційного відділу Адміністрації Согдійської області.
У грудні 1995 — квітні 1998 року — генеральний директор Худжандського заводу «Садаф».
У травні 1998 — березні 2003 року — голова Комітету у справах жінок Хукумата Согдійської області.
Одночасно з 1998 року — голова правління громадської організації «Чашмаї хаєт» («Джерело життя») у Согдійській області Таджикистану.
З 2001 року — голова Жіночого руху Таджикистану.
Національний радник проєкту ЮНІФЕМ «Право на землю та економічну безпеку сільських жінок» у Таджикистані. Завдяки її зусиллям відбулися значні зміни у сфері земельної реформи, а також у державній програмі за рівними можливостями для чоловіків та жінок. Місцевий експерт проекту ООН Жінки: «Гендер та демократичне управління у розвитку — надання базових послуг жінкам Таджикистану».

## Нагороди і звання
- орден «Знак Пошани»
- медаль «За доблесну працю. В ознаменування 100-річчя з дня народження Володимира Ілліча Леніна» (1970)
- медаль «За трудову доблесть»